# Liste der Bundeswehrstandorte in Deutschland
Die Liste der Bundeswehrstandorte in Deutschland informiert über die derzeit bestehenden Standorte der Bundeswehr in Deutschland.
Sie spiegelt die Änderung vom Mai 2018 des aktuellen Stationierungskonzepts 2011 wider, das zurzeit eingenommen wird. Verlegungen der Einheiten zu anderen Standorten, Umbenennung und Auflösungen sowie Schließungen von Liegenschaften bzw. Standorten, sind in Klammern beschrieben. Die Abkürzungen, welche in Klammern hinter der jeweiligen Dienststelle bzw. Teilen von einer solchen aufgeführt sind, kennzeichnen die Zugehörigkeit zur jeweiligen Teilstreitkraft bzw. zum jeweiligen Organisationsbereich und stehen für:
1. Teilstreitkräfte und Zentrale Organisationsbereiche:
  1. Heer (H),
  2. Luftwaffe (L),
  3. Marine (M),
  4. Streitkräftebasis (SKB),
  5. Cyber- und Informationsraum (CIR),
  6. Zentraler Sanitätsdienst (ZSan).
2. Organisationsbereich Ausrüstung, Informationstechnik und Nutzung (AIN).
3. Organisationsbereich Personal (P).
4. Organisationsbereich Infrastruktur, Umweltschutz und Dienstleistungen (IUD).

Die Abkürzung ZMZ steht für die Zivil-Militärische Zusammenarbeit. Verbindungs-Dienststellen der ZMZ sind teilaktiv. Sie werden durch einen Stabsoffizier geführt, welcher als Vertreter der Bundeswehr im Kreis bzw. im Regierungsbezirk fungiert. Er ist mit dem Truppenausweis als Dienstausweis ausgerüstet.
Die Liste enthält außerdem Standorte, die von der Bundeswehr wegen ihrer geringen Dienstpostenanzahl offiziell nicht mehr als „Bundeswehrstandort“ bezeichnet werden. Jedoch sind dort weiterhin Bundeswehrangehörige stationiert. Die Standorte verbleiben lediglich zu Informationszwecken in der Liste. Sie sind in der Auflistung mit dem Zusatz „weniger als 15 Dienstposten“ versehen.
Neben den Inlandsstandorten unterhält die Bundeswehr noch eine Anzahl von Standorten im Ausland, die nicht mit den Einsatzliegenschaften für die Auslandseinsätze der Bundeswehr verwechselt werden sollten. Hierzu zählen unter anderem Ausbildungseinrichtungen der Luftwaffe in den Vereinigten Staaten, das Jägerbataillon 291 in Frankreich, Militärattachéstäbe, die Heeresverbindungsorganisation und Bundeswehrverwaltungsstellen.  
Der Übersichtlichkeit halber ist die Liste nach Bundesländern unterteilt.
- Liste der Bundeswehrstandorte in Baden-Württemberg
- Liste der Bundeswehrstandorte in Bayern
- Liste der Bundeswehrliegenschaften in Berlin
- Liste der Bundeswehrstandorte in Brandenburg
- Liste der Bundeswehrliegenschaften in Bremen
  - Liste der militärischen Liegenschaften in Bremerhaven
- Liste der Bundeswehrliegenschaften in Hamburg
- Liste der Bundeswehrstandorte in Hessen
- Liste der Bundeswehrstandorte in Mecklenburg-Vorpommern
- Liste der Bundeswehrstandorte in Niedersachsen
- Liste der Bundeswehrstandorte in Nordrhein-Westfalen
- Liste der Bundeswehrstandorte in Rheinland-Pfalz
- Liste der Bundeswehrstandorte im Saarland
- Liste der Bundeswehrstandorte in Sachsen
- Liste der Bundeswehrstandorte in Sachsen-Anhalt
- Liste der Bundeswehrstandorte in Schleswig-Holstein
- Liste der Bundeswehrstandorte in Thüringen